# Fawaz Al-Sqoor
Fawaz Al-Sqoor (Naŷrán, 23 de abril de 1996) es un futbolista saudí que juega en la demarcación de defensa para el Al-Ittihad Club de la Liga Profesional Saudí.

## Selección nacional
Hizo su debut con la selección absoluta de Arabia Saudita el 4 de agosto de 2019 contra Kuwait en un partido del Campeonato de la WAFF 2019 que finalizó con un resultado de 1-2 a favor del combinado kuwaití tras el gol de Rabee Sufyani para Arabia Saudita, y de Faisal Ajab Al-Azemi y Hussain Al-Musawi para Kuwait.

## Clubes
| Club            | País           | Año       | Partidos | Goles |
| --------------- | -------------- | --------- | -------- | ----- |
| Najran SC       | Arabia Saudita | 2014-2018 | 64       | 1     |
| Al-Wehda Club   | Arabia Saudita | 2018-2020 | 55       | 2     |
| Al-Shabab Club  | Arabia Saudita | 2020-2024 | 122      | 2     |
| Al-Ittihad Club | Arabia Saudita | 2024-     | 48       | 2     |

## Palmarés

### Títulos nacionales
| Título                    | Club            | País           | Año  |
| ------------------------- | --------------- | -------------- | ---- |
| Liga Profesional Saudí    | Al-Ittihad Club | Arabia Saudita | 2025 |
| Copa del Rey de Campeones | Al-Ittihad Club | Arabia Saudita | 2025 |